# Дом «У Чёрной Матери Божьей»
Дом «У Чёрной Матери Божьей» (чеш. Dům U Černé Matky Boží) — здание в стиле кубизм, находящееся в центре Праги между площадью «Овощной рынок» и улицей Целетна (чеш. Celetná) около Пороховой башни.
В 2010 году здание внесено в список Национальных памятников культуры Чехии.

## История
Возведено в 1911—1912 годах для купца Франтишка Хербста архитектором Йозефом Гочаром. Объект получил своё название в честь статуи, которая стояла на этом месте у барочного дома ранее.
Это первый пример применения кубизма в архитектуре в Чехии, на основе которого сложился характерный стиль. Первоначальный вариант проекта был слишком новаторским. Имелось требование, чтобы здание сочеталось с окружающей исторической застройкой. Тогда архитектор переработал проект, использовав старые барочные элементы в новой форме, особенно это проявилось в чердачных окнах, также в декоре колонн, по-новому трактующих ионический ордер.
Архитектор использовал железобетонный скелет по примеру Чикагской школы, поэтому созданы обширные внутренние пространства. Оригинальный интерьер — почти единственный сохранившийся барочный интерьер в мире.
На текущий момент в здании располагается музей кубизма.